# フロリダ諸島の戦い
フロリダ諸島の戦いとは、太平洋戦争（大東亜戦争）中の1942年8月7日から1942年8月8日の間にフロリダ諸島内のツラギ島、ガブツ島、タナンボゴ島（現在のソロモン諸島）で行われた日本軍守備隊と米軍との間の戦闘のことであり、旧日本軍守備隊初の玉砕が生じた戦いである。

## 背景
日本軍は、1942年4月23日にニューギニア島東南岸のポートモレスビーを海路攻略する作戦命令（「MO作戦」）を発令した。この作戦には攻略部隊が乗船した船団の輸送路（珊瑚海等）を水上機で哨戒するために、ツラギに基地を設営することが含まれていた。ツラギ（フロリダ諸島）の攻略にあたったのは、呉第三特別陸戦隊を主力とした部隊であった。呉第三特別陸戦隊はトラック島で作戦準備を行い、志摩清英少将指揮する駆逐艦菊月、夕月、機雷敷設艦沖島、光栄丸、吾妻山丸から成る南洋部隊に輸送され、1942年（昭和17年）5月3日未明、ツラギ島、ガブツ島、タナンボゴ島に上陸し、同日中に三島を無血占領した。
占領と同時に基地の設営作業が開始され、この日の夕方までにオーストラリア軍の設備を改修して九七式飛行艇（以下、「大艇」と記す）6機、零式水上偵察機6機分の基地設営を完了し、3機の大艇が同日中にツラギ地区に進出した。しかし、5月4日に米空母「ヨークタウン」を飛び立った艦上機がツラギ地区に来襲した。この攻撃により、駆逐艦菊月、第一、第二掃海特務艇、補給艦「玉丸」が撃沈され、日本軍の水上基地は破壊された。
その後復旧作業が完了し、7月上旬に再びこの地域に進出した横浜海軍航空隊はタナンボゴ島を拠点に哨戒任務にあたった。
1942年7月2日、米軍は対日反攻のため「ウォッチタワー作戦」を発動し、まずツラギの攻略とサンタクルーズ諸島（ガダルカナル島の東）への進出を8月1日に行うことにしてその準備を開始した。この準備中に、ガダルカナル島で日本軍が建設中の飛行場を発見したためガダルカナル島の攻略も同時に行うことになった。ガダルカナル島が追加となったので、その準備のため作戦の実施は少し遅らせて8月7日に決定された。

## 両軍の兵力
- 日本軍（海軍のみ）
  - ツラギ島
    - 第84警備隊（司令・鈴木正明 中佐）約400名

  - ガブツ島
    - 横浜海軍航空隊（病院班・舟艇班・工作班）約100名

  - タナンボゴ島
    - 横浜海軍航空隊大艇隊（司令・宮崎重敏 大佐）350名
    - 第14設営隊　120名
    - 工作関係部隊　50名
    - 特陸派遣隊　20名

  - フロリダ島
    - 横浜海軍航空隊二式水戦隊　60名

計約1100名
- 米軍
  - 第1海兵師団4個大隊

計約8000名

## 戦闘経過

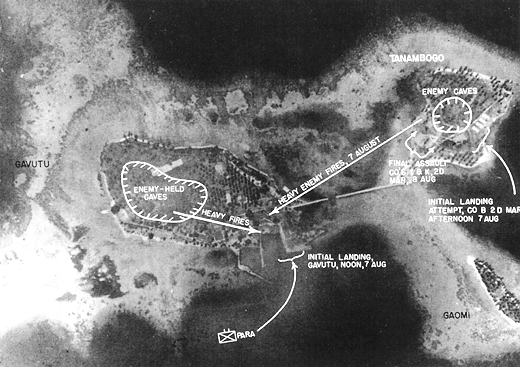
米軍の偵察機によって撮影されたガブツ島とタナンボゴ島。右側の島がタナンボコ島で左側の島がガブツ島である。

1942年（昭和17年）8月6日午後10時、ラバウルから異常電波傍受の報せを受けた横浜海軍航空隊は、大艇の発進時間をいつもより繰り上げ、その発進準備にかかった。
そして翌7日午前4時10分、発進準備を終えた大艇はいよいよ離水を開始しようとする。しかし、その瞬間に米艦載機約10機が来襲。泊地の大艇は全滅し、フロリダ島の水上戦闘機隊も同じ頃全滅した。
午前7時過ぎに第二波の空襲を行った米軍は、午前9時に上陸用舟艇約100隻をフロリダ島の湾に向け発進させたが、途中で引き返して午前10時にガブツの東岸に上陸した。ガブツの守備隊には武器がなく、タナンボゴからの援護を受けたものの、同日中に占領された。
午後9時、米軍はタナンボゴの北側から6隻の上陸用舟艇で進撃を開始した。しかし、進撃の途中に陸岸から50m程先にあるリーフに先頭艇が座礁し、これを見ていた日本軍守備隊はこの舟艇を襲撃した。この攻撃に驚いた米兵は慌てて後続艇に乗り移り、撤退した。この攻撃により、米兵10数名が戦死し、日本軍は舟艇に置き去りにされた12ミリ機銃と弾薬を鹵獲した。
翌8日午後3時、米軍はガブツとタナンボゴをつなぐ土手づたいに進撃を開始した。米軍は日本軍陣地の200m手前まで進撃するも、日本軍の抵抗にあい後退した。
午後4時、米軍は兵員輸送用の水陸両用車輛（LVT）2両を以ってタナンボゴに上陸を試みた。これを見た日本軍守備隊約50名は、LVTに駆け寄ると、転輪とキャタピラの間に鉄棒や棍棒をこじ入れLVTの動きを止め、ガソリンをかけてトラクターに火を放った。これにより二輛のLVTは炎上したが、ガブツからの機銃弾により日本兵42名が戦死した。
午後5時、米軍はタナンボゴ島の前面500mの至近距離に軽巡洋艦1隻（サンファン）、駆逐艦2隻（モンセン、ブキャナン）を進出させた。3隻は一列に並び左砲戦の隊形をとると、タナンボゴ島に対して艦砲射撃を開始した。この砲撃により日本軍守備隊は海軍整備兵長宮川政一郎、海軍ニ等工作兵桜井甚作、他設営隊員１名を残して全員玉砕し、浜空司令の宮崎大佐は壕内で自決した。
この砲撃の後、米軍は同島に上陸し、無血占領を果たした。

## 両軍の損害
- 日本軍 
  - 戦死者 約1100名（ほぼ全員）
  - 生存者 3名
- 米軍 
  - 戦死者 約122名

日本側の生存者はフェザーストン事件に遭遇した。